# 2956 Yeomans
A 2956 Yeomans (ideiglenes jelöléssel 1982 HN1) a Naprendszer kisbolygóövében található aszteroida. Edward L. G. Bowell fedezte fel 1982. április 28-án.